# Aquae Sextiae
Aquae Sextiae fue una colonia romana situada a unos 26 kilómetros (correspondientes a 18 millas romanas) al norte de Massalia, en la Galia Narbonense. Aquae Sextiae deriva del nombre del general que fundó la colonia, Cayo Sextio Calvino, y de los manantiales presentes en la zona, que tenían la peculiaridad de ser calientes.
Cerca de la ciudad se libró la famosa batalla de Aquae Sextiae. Hoy en día, la ciudad se llama Aix-en-Provence.

## Desarrollo
Aquae Sextiae fue fundada en 122 a. C. por el cónsul romano Sextio, quien dio su nombre a estos manantiales, después de la destrucción del cercano oppidum galo de Entremont, capital de los saluvios. En el año 102 a. C., sus alrededores fueron escenario de la batalla de Aquae Sextiae, donde los romanos al mando de Cayo Mario derrotaron a los ambrones y los teutones, con suicidios en masa entre las mujeres capturadas, lo que pasó a las leyendas romanas del heroísmo germánico.
En las primeras décadas, la arquitectura de Aquæ Sextiæ era muy similar a la de Entremont, pero no fue hasta el siglo I cuando la ciudad adoptó un diseño típicamente romano, con un cardo y un decumano que le daban un trazado ortogonal. En su centro se erigía un foro, mientras que una basílica dominaba la parte norte de la ciudad.
Durante la época de Augusto, la colonia pasó a llamarse Colonia Julia Augusta Aquis Sextus, y en 381 el sitio redesignado como la capital 
de Gallia Narbonensis. Las aguas termales del lugar fueron especialmente famosas en el mundo romano, incluso por delante de las de Aquae Sulis (hoy, Bath).
De esta ciudad queda muy poco. Aunque varios edificios de la antigua Aix siguieron existiendo hasta bien entrado el Antiguo Régimen, la mayoría de ellos fueron demolidos en los años previos a la Revolución francesa para despejar espacios públicos o servir de material de construcción para otros edificios. Se conocen los cursos de cuatro acueductos y se han hecho importantes descubrimientos bajo la catedral de Saint-Sauveur. En 2004 se desenterró un teatro en el barrio de Notre-Dame-de-la-Seds que data de la época romana y es hoy el monumento antiguo más importante de Aix-en-Provence.